# UBM Media
UBM Media ist ein auf Produktionsmusik spezialisierter Musikverlag mit Sitz in Berlin.

## Geschichte
UBM Media wurde vom Komponisten Uwe Buschkötter 2003 gegründet. Im Programm werden heute Titel von 15 internationalen Labels geführt, deren Musik in der Film-, TV- und Werbeindustrie zur Vertonung verwendet wird. Als einer der ersten Anbieter führte UBM 1980 eine Datenbank für so genannte Source Music ein.  Zum Netzwerk gehören auch das 1973 etablierte Label UBM Media sowie seit 1983 das auf Klassik, Avantgarde und zeitgenössische Kompositionen spezialisierte Label Largo und der jüngste Neuzugang Klangvision.